# Adam (pittore austriaco)
Adam (fl. XVII secolo) è stato un pittore austriaco.

## Biografia
Si formò e fu attivo a Neuhaus (oggi Jindřichův Hradec, in Repubblica Ceca). Fu autore prevalentemente di dipinti religiosi.